# رنگ (هنرهای تجسمی)
رنگ در هنرهای تجسمی دارای بیان‌های متفاوتی می‌باشد و ترکیب رنگ می‌تواند خیره‌کننده، آرام بخش، یا فریبنده باشد.
رنگ‌ها با توجه به موقعیت، مکان و جنس مورد استفاده، بیان‌های متفاوتی دارند و از محیط اطراف بسیار تأثیر می‌پذیرند.
رنگ‌ها دارای شیواترین بیان‌ها هستند؛ بیان‌هایی که دریافت‌کننده آن‌ها مستقیماً روح و روان انسان هاست.
رنگ‌ها مستقیماً احساسات انسانی را تحریک و تحت تاًثیر قرار می‌دهند و به همین دلیل از رنگ‌ها استفاده‌های گوناگونی می‌شود؛ برای القای حس‌های متفاوت و گاهی حتی برای درمان برخی بیماری‌های روحی است.

## بیان‌های رنگی
- قدرت:

قوی‌ترین ترکیبات، پر از هیجان و کنترل، همیشه ترکیبی با رنگ قرمز دارند و مهم نیست که با چه رنگی ترکیب می‌شود، قرمز هرگز نادیده پنداشته نمی‌شود، قرمز رنگی است قوی، جسور، و منتهای درجه قویترین ترکیبات رنگی.
قرمز سمبل یا علایمی از احساسات ما می‌باشد مثل عشق و نفرت او نمایانگر احساسات فوق العاده است.
در تبلیغات و نمایشها، ترکیبات رنگی قوی برای فرستادن پیام‌های قوی و پویایی و هوشیاری مورد استفاده قرار می‌گیرد آن‌ها همیشه توجه را به خود جلب می‌کنند.
- ثروت:

پرمایگی در یک رنگ می‌تواند از ترکیب یک ته رنگ قوی با مکمل تیره‌اش بدست آید. برای مثال بور گندمی (رنگ قرمز متمایل به آبی) پررنگ در نتیجه اضافه کردن سیاه به قرمز به دست می‌آید بور گاندی و سبز جنگلی تیره در کنار رنگ طلایی با هم استفاده می‌شود و برای القای وفور نعمت بکار می‌روند این رنگ‌های تیره و سنگین در بافت‌های گوناگون مثل چرم و پارچه تافته مورد استفاده قرار می‌گیرند و یک اثر دراماتیک بیاد ماندنی را خلق می‌کنند آن‌ها همیشه نمایانگر حس ثروت و وضعیت اجتماعی بالا می‌باشند.
- رنگ‌های رمانتیک:

صورتی القاکننده حالتی رومانتیک استو درجه روشن شده‌ای از قرمز است؛ مثل قرمز، صورتی باعث بالا رفتن هیجان و علاقه می‌شود اما در یک حالت ملایم تر و لطیف تری این کار را انجام می‌دهد. جدول رنگی رومانتیک که با استفاده از ته رنگ‌های صورتی و هلویی ساخته شده حس محبت‌آمیز و لطافت را به وجود می‌آورد.
صورتی باعث تحریک یادآوری روزهای روًیایی و دسته‌های پر از گل‌های تابستانی را می‌کند.
- رنگ‌های زنده:

سر زندگی و حرارت، بهترین پیشرفت در طراحی و کارهای گرافیکی است که با استفاده از سایه‌ها و ته رنگ‌های رنگی که عموماً به عنوان شنگرف (ورمیلیون) شناخته می‌شود. با استفاده از ترکیبات رنگی با قرمز درخشان مایل به نارنجی در مرکز، حسی از نیرومندی و حرارت به راحتی تولید می‌شود. این ترکیبات شاداب و جوان هستند و اغلب در تبلیغاتی دیده می‌شوند که نمایانگر زندگی و شخصیت نیرو بخشی است ترکیب قرمز-نارنجی همراه با مکملش فیروزه‌ای فعال است و به راحتی در اطراف جلب توجه می‌کند و وقتی در بافته‌ها، تبلیغات و بسته بندی مورد استفاده قرار بگیرد بسیار تاًثیر پذیر می‌باشد.
- خوشامد گویی:

ترکیبات رنگی که از زرد نارنجی یا زرد کهربایی استفاده می‌شود رنگ‌هایی هستند که بیانگر خوش آمد گویی می‌باشد. زرد در ترکیب با مقدار کمی قرمز ایجاد ته رنگ مشعشع و تابانی می‌کند که از لحاظ جهانی بسیار جذاب هستند. رنگ زعفرانی که همراه با سفید استفاده شده یکی از زیبایی‌های کلاسیک به‌شمار می‌رود.
ترکیبات ساخته شده با زرد کهربایی کمرنگ و گرم سازگار است، این ته رنگ می‌تواند در محیط‌های مختلف همراه با رنگمایه‌های کرم رنگ برای نمایش محیط‌های جشن و دوستانه مورد استفاده قرار گیرد.
- ظرافت:

در ترکیبات که دلالت بر ظرافت و لطافت دارند فقط از کمرنگ‌ترین رنگ‌دانه‌ها استفاده می‌شود، برای مثال مقدار کمی رنگ با سفید ترکیب می‌شود تا کرم ملایمی را تولید کند که این ترکیب می‌تواند برای خلق یک فضای گرمتر برای یک اتاق کاملاً سفید مورد استفاده قرار بگیرد.
حضور نور طبیعی، ایجاد سایه‌های ظریف و جزئیات معماری روشن می‌سازد که این امر به دکوراتور کمک می‌کند تا فضای لطیف و ظریفی را خلق کند.
در مد، پارچه‌های کتانی، ابریشمی و پشمی و مخملی لطیف در تنالیته‌های کرم رنگ القاکننده اثری راحت و توانگر برای ایجاد یک حالت کلاسیک است.
- طراوت و تازگی:

مقادیر مساوی از آبی و زرد، سبزی را به وجود می‌آورد که القاکننده سلامتی و خوشبختی است.
اگر چه در نرمترین رنگ مایه اش ضعیف است اما، سبز، یک ته رنگ متمایل به بازگشت است و فقط نیاز دارد که با مقادیر کمی از رنگ مکمل قوی اش، قرمز، ترکیب شود تا سر زندگی اش افزایش و بازیابی شود.
- سنتی:

در ترکیبات رنگی سنتی اغلب از رنگ‌هایی که دارای اهمیت تاریخی هستند کپی‌برداری می‌شوند. رنگ‌های محافظه کار آبی، بورگاندی، گندمی رنگ و سبز در ته رنگ‌های خاکستری شده، نمایانگر عمق موضوعات سنتی هستند.
- نیرو بخش:

ترکیبات رنگی که معمولاً دلالت بر تازگی دارند را سبز-آبی سرد همراه با مکملش، قرمز-نارنجی تشکیل می‌دهند. آبی-سبز یا فیروزه ایی، تازه و روح بخش است. این رنگ همواره در ته رنگ کامل خود برای شرح سفر و فراغت مورد استفاده قرار می‌گیرد. ترکیبات رنگی نیرو بخش به آهستگی می‌درخشند و حسی از آرامش را فراهم می‌سازند.
- حرارت (گرمسیری):

نه رنگ‌های گرمسیری روی چرخه رنگ همیشه شامل رنگ فیروزه‌ای می‌باشد. سبز-آبی که روشن شده باشد با فیروزه‌ای که با اضافه کردن سفید به دست می‌آید گرم‌ترین رنگ‌های سرد می‌باشند. روشن‌ترین ته رنگ‌های خانواده سبز-آبی احساس و پیام آسایش را افزایش می‌دهد.
استفاده از قرمز-نارنجی، رنگ مکمل آبی فیروزه‌ای در هر یک از این ترکیبات کامل است.
مثل گل‌ها در طبیعت، این جداول رنگی هر محیطی را بزرگ نمایش می‌دهند و ایجاد یک حس آرام و آزاد از نگرانی‌ها می‌کند.
- کلاسیک:

ترکیبات رنگی کلاسیک دلالت بر قدرت و اقتدار دارند. آبی رویال سیر، بخش مرکزی هر گروه کلاسیک رنگ‌ها را تشکیل می‌دهد. این رنگ حتی وقتی که با ته رنگ‌های دیگر ترکیب شود برجسته به نظر می‌رسد. ترکیبات کلاسیک اشاره بر حقیقت، احساس مسولیت و اعتماد دارد. بخاطر مجاورتش با سبز، آبی رویال حسی از پیوستگی، ثبات و قدرت و بخصوص در ترکیب با مکمل انشعابی قرمز-نارنجی و زرد-نارنجی این حالت را القا می‌کند.
- قابل اعتماد:

یکی از قابل قبول‌ترین ته رنگ‌ها، آبی سیر است. ترکیبات استفاده شده در این رنگ پیوستگی و قابل اعتماد بودن را تفسیر می‌کند؛ همچنین پیامی انکارناپذیر از قدرت را انتقال می‌دهد.
- سلطنتی:

آبی سیر در ترکیب با قرمز پر رنگ، رنگ بنفش آبی را به وجود میاورد. این رنگ تیره‌ترین رنگمایه روی چرخه رنگ است و بدون داشتن رنگ سیاهی که قدرت ذاتی اش را کم کند. ترکیبات استفاده شده در این رنگ سمبلهایی از اقتدار و الهام سلطنتی هستند. بنفش-آبی با مکمل زرد-نارنجی اش ترکیب می‌شود و یک طرح رنگی بسیار چشمگیری را خلق می‌سازد. این ترکیب باشکوه القاکننده سلطنت و پادشاهی است و به ندرت در فضای ترسناک استفاده می‌شود.
- حرفه‌های شغلی:

در دنیای حرفه‌های شغلی، رنگ با دقت ارزیابی می‌شود. در دنیای مد، حرفه مفهوم خاکستری و تنهای مشکی دارد؛ زیرا این رنگ‌ها فقدان خصوصیات شخصیتی است و خنثی هستند. خاکستری یک پیام هوشیاری و وقار همراه با حداقل خلق و خو را می‌رساند.